# Vlaški Do (Žabari)
Pour les articles homonymes, voir Vlaški Do.
Vlaški Do (en serbe cyrillique : Влашки До) est une localité de Serbie située dans la municipalité de Žabari, district de Braničevo, elle comptait 1 196 habitants.
Vlaški Do est officiellement classé parmi les villages de Serbie.

## Géographie
Le village est situé à 14 km au nord de Žabari, sur la route régionale Kostolac-Požarevac-Svilajnac. À 1,5 km se trouve le lieu dit de Toček situé sur un cours d’eau appelé Prilozac.
Vlaški Do se trouve à 171 m d'altitude. Aux alentours s'élèvent les collines d'Ornica (179 m) et de Lokva (234 m). Le territoire du village couvre une superficie de 2 791 ha.

## Histoire
En 1467, le village possédait 14 foyers. Au XVIIe siècle, le village était situé entre la Resava et la Morava, à l’endroit de l'actuel Prnjavor ; il comptait 12 foyers. Mais, à causse des inondations, il fut refondé de l’autre côté de la Resava.
Au XIXe siècle, Vlaški Do fut une nouvelle fois déplacé sur l'ordre du prince Miloš Obrenović. Le prince, en colère parce qu'une femme avait oublié de le saluer, ordonna que le village fût reconstruit loin de la route pour ne plus le voir en passant.

## Démographie

### Évolution historique de la population
| 1948  | 1953  | 1961  | 1971  | 1981  | 1991  | 2002  | 2011  |
| ----- | ----- | ----- | ----- | ----- | ----- | ----- | ----- |
| 2 789 | 2 801 | 2 788 | 2 622 | 2 614 | 2 376 | 1 310 | 1 196 |

|  |